# Tonatico
Tonatico és un municipi de l'estat de Mèxic. Tonatico és el cap de municipi i principal centre de població d'aquesta municipalitat. Aquest municipi és a la part nord-occidental de l'estat de Mèxic. Limita al nord amb el municipi de Ixtapan de la Sal, al sud amb l'estat de Guerrero, a l'oest amb Almoloya de Alquisiras i a l'est amb Zumpahuácan.